# Joel Muena
Joel Sebastián Muena Muñoz (n. Chile, 12 de agosto de 1991) es un futbolista chileno. Se desempeña como Arquero.

## Trayectoria
Desarrolló la etapa de inferiores en el Club Universidad de Chile. Participó en los equipos de la "U", Everton y Unión Española en la categoría Fútbol Joven entre 2009 y 2010. En el 2011, recaló en Rangers para disputar el torneo de la Primera B. En marzo de 2012 fue enviado al equipo "B" para representar al club en la Segunda División. Debutó profesionalmente el 20 de febrero de 2012 en un partido por Rangers "B" ante Colo-Colo B en el torneo local. Su equipo, ganó ese encuentro por 1-0.

## Clubes y estadísticas
| Club                  | País  | Año       |
| --------------------- | ----- | --------- |
| Rangers               | Chile | 2011-2012 |
| Deportes Puerto Montt | Chile | 2013      |